# Andrzej Józef Koss
Andrzej Józef Koss (ur. 17 marca 1946) – polski konserwator zabytków z tytułem profesora.

## Życiorys
Pełnił funkcję dziekana Wydziału Konserwacji Sztuki Akademii Sztuk Pięknych w Warszawie, jest pracownikiem tamtejszej Pracowni Konserwacji i Restauracji Rzeźby Kamiennej i Elementów Architektury, zasiadał w Senacie ASP kadencji 2016-2020. Został także rzeczoznawcą Ministra Kultury i Dziedzictwa Narodowego, wiceprzewodniczącym Głównej Komisji Konserwatorskiej, założycielem i dyrektorem Międzyuczelniany Instytut Konserwacji i Restauracji Dzieł Sztuki przy ASP w Warszawie, zasiadł w Radzie Ochrony Zabytków.

## Odznaczenia i wyróżnienia
- Krzyż Kawalerski Orderu Odrodzenia Polski (2004)[8]
- Medal Rodła Związku Polaków w Niemczech (2016)[9][10]